# Gaston Rebry (peintre)
Gaston Rebry (né le 30 octobre 1933 à Wevelgem, Belgique et mort le 5 janvier 2007 à Shawinigan, Québec) était le fils du coureur cycliste belge Gaston Rebry (1909-1953). Comme son père avant lui, il fut coureur cycliste au cours des années 1950.

## Biographie
On sait qu'il a suivi une formation à l'Académie des Beaux-Arts de Menin, où il a remporté un premier prix à deux reprises.
À la suite du décès de son père en 1953, il s'établit au Québec en 1954. Dès 1955, il s'inscrit à l'École des Beaux-arts de Montréal.
Il devint un artiste peintre réputé. Il s'engage tous azimuts dans des représentations figuratives : paysages, scènes de la vie quotidienne et du terroir et même des portraits. On le connaît surtout pour ses paysages. Il aurait touché à l'abstrait au début et à la fin de sa vie.
L'ancien Premier Ministre du Canada, Jean Chrétien, a offert plusieurs de ses toiles aux Présidents ou aux Premiers Ministres étrangers en visite au Canada, comme lors de la visite du Pape Jean-Paul II en 1998.
Habitant la Mauricie, Rebry a su incomparablement exprimer la beauté de sa région d'adoption, ce qui le classe parmi les 50 peintres canadiens dont les œuvres représentent, selon les spécialistes, le plus haut potentiel d'investissement.
Il s'est éteint le 5 janvier 2007 des suites d'une pneumonie.

## Citations
« Chaque tableau que je fais m'a pris quarante ans, puisqu'il est le résultat de ce que j'ai peint depuis mes débuts, de ce que j'ai réussi, de ce que j'ai raté, de ce que j'ai tenté d'audacieux, de mes hésitations. » (1986)

## Palmarès cycliste
- 1953
  - Gand-Staden
  - 2e de la Course des chats